# زاك وارد
زاك وارد (بالإنجليزية: Zack Ward)‏ (ولد: 31 أغسطس 1970، تورونتو) ممثل كندي.

## أفلامه
بدا مسيرته الفنية سنة 1983 ومثل في العديد من الأفلام، أبرزها بوستال، ريزدنت إيفل: نهاية العالم والمتحولون.

## وصلات خارجية
- زاك وارد على موقع IMDb (الإنجليزية)
- زاك وارد على موقع ألو سيني (الفرنسية)
- زاك وارد على موقع ميوزك برينز (الإنجليزية)
- زاك وارد على موقع أول موفي (الإنجليزية)
- زاك وارد على موقع قاعدة بيانات الأفلام السويدية (السويدية)
- زاك وارد على موقع قاعدة بيانات الفيلم (الإنجليزية)
- زاك وارد على موقع كينوبويسك (الروسية)

- صفحته على imdb